# Starlink
Starlink est un fournisseur d'accès à Internet par satellite de la société SpaceX. Il s'appuie sur une constellation de satellites comportant des milliers de satellites de télécommunications placés sur une orbite terrestre basse. Starlink est le premier fournisseur d'Internet par satellite à choisir cette orbite plutôt que l'orbite géostationnaire, car elle permet de diminuer la latence (le temps de réponse) en la faisant passer de 600 ms à environ 20 ms. La constellation est en cours de déploiement depuis 2019 et repose sur environ 6 300 satellites opérationnels mi-septembre 2024. En septembre 2024, Starlink affirme disposer de plus de 4 millions de clients.
Pour atteindre ses objectifs commerciaux, SpaceX prévoit de disposer vers 2025 de 12 000 satellites, chiffre qui doit être porté à terme à 42 000. Sur le plan technique, chaque satellite dispose d'une capacité de 20 gigabits par seconde et utilise la bande Ku pour les liaisons avec les terminaux des utilisateurs ainsi que la bande Ka pour les liaisons avec les stations terriennes. Le satellite, qui circule sur une orbite circulaire à une altitude d'environ 550 kilomètres, a une masse approximative de moins de 300 kilogrammes et dispose d'un moteur ionique pour atteindre et maintenir sa position sur son orbite et réduire celle-ci en fin de vie (environ six ans) afin d'être détruit par sa rentrée atmosphérique. Le terminal utilisateur repose sur une antenne réseau à commande de phase comportant un dispositif mécanique pour l'orientation en hauteur.
La viabilité économique de Starlink dépend notamment du coût de fabrication et de mise en orbite des satellites. SpaceX utilise ses lanceurs Falcon 9 pour déployer sa constellation à des coûts fortement réduits grâce à la ré-utilisabilité de ce lanceur et à la compacité des satellites, qui permet de placer en orbite 50 à 60 de ces engins à chaque lancement. Plusieurs sociétés concurrentes ont prévu de mettre en service des constellations analogues. OneWeb est la plus avancée.
Le déploiement d'une constellation de satellites aussi importante en nombre sur l'orbite basse suscite plusieurs problèmes compte tenu du fait que le nombre de satellites en orbite basse va être décuplé par la seule présence des satellites Starlink (en configuration cible à 42 000 satellites). Le risque de collisions entre satellites va augmenter dans des proportions importantes qui rendent inadaptés les dispositifs anti-collision existants. Les observations astronomiques par les grands observatoires terrestres sont gênées, aussi par la pollution lumineuse engendrée, en particulier les programmes de recensement et de suivi des objets célestes.

## Contexte
Le projet Starlink de la société américaine SpaceX prévoit le lancement de 12 000 puis 42 000 minisatellites pour offrir un service Internet à haut débit partout sur la planète mais surtout destiné aux zones les moins densément peuplées qui n'ont pas d'accès à l'Internet à haut débit parce que la mise en place d'un réseau terrestre (fibre optique, autre) ne peut être rentabilisée faute d'un nombre d'utilisateurs suffisants ou de son isolement par rapport aux zones densément peuplées,. Selon un rapport du Congrès américain, malgré de nombreux projets ayant contribué à réduire la fracture numérique, environ 14,5 millions d'américains n'avaient pas accès en 2021 à l'Internet haut débit (défini par un débit de 25 mégabits/s). Le projet Starlink se démarque aussi par un temps de latence réduit par rapport aux offres d'Internet par satellite actuelles qui s'appuient sur de gros satellites placés en orbite géostationnaire. Le temps de latence envisagé se situe entre 25 et 35 ms contre les 600 ms des satellites en orbite géostationnaire, mais selon Elon Musk, il pourrait être inférieur à 20 ms, voire bien plus bas.
Selon SpaceX, le projet répond à un besoin suscité par la croissance des nouveaux usages d'Internet tels que les jeux vidéo en réseau, les appels en visioconférence et les navires[réf. souhaitée]. Mais le projet, qui revient à multiplier par vingt le nombre de satellites opérationnels présents en orbite basse, est contesté notamment par les autres opérateurs de satellites parce qu'il peut contribuer à accroître fortement le risque de collisions. Les techniques utilisées sont déjà mises en œuvre par les constellations Iridium et Globalstar (téléphone satellitaire), LeoSat (liaison point à point), mais surtout par d'autres projets visant exactement le même objectif que Starlink, comme OneWeb. Ce dernier repose sur un nombre de satellites beaucoup plus réduit (moins de 1 000) et vise une mise en service en 2022,.
| Technique                                       | Débit liaison descendante | Débit liaison montante | Latence  | Coût abonnement | Coût terminal | Limitations                                 |
| ----------------------------------------------- | ------------------------- | ---------------------- | -------- | --------------- | ------------- | ------------------------------------------- |
| ADSL                                            | 5-35 mégabits/s           | 1-10 mégabits/s        |          | ~ 50 $/mois     |               | Éloignement central téléphonique            |
| Câble                                           | 10-500 mégabits/s         | 5-50 mégabits/s        |          | ~ 52 $/mois     |               | Population peu dense, éloignée, pergélisol  |
| Fibre optique                                   | 250-1000 mégabits/s       | 250-1000 mégabits/s    |          | ~ 59 $/mois     |               | Population peu dense, éloignée, pergélisol  |
| Internet par satellite (géostationnaire) Viasat | 100 mégabits/s            | 3 mégabits/s           | 638 ms   | ~120 $/mois     | 300-500 $     | Latitudes élevées, reliefs                  |
| Internet par satellite (orbite basse) Starlink  | ~100 mégabits/s           | 20 mégabits/s          | 30 ms    | 100 $/mois      | 600 $         | Latitudes élevées, zones densément peuplées |
| Internet par satellite (orbite basse) OneWeb    | 200 mégabits/s            | 50 mégabits/s          | 30-60 ms |                 |               | Latitudes élevées, zones densément peuplées |

### Plan initial
Le projet Starlink est annoncé pour la première fois par SpaceX en janvier 2015. Un bâtiment consacré au projet est construit en 2016 à Redmond près de Seattle. Les plans initiaux sont d'achever le déploiement de la constellation vers 2020, mais des changements dans les caractéristiques techniques retardent le calendrier. Deux prototypes de satellites baptisés Tintin A et Tintin B sont placés en orbite en février 2018 pour valider les techniques mises en œuvre et réaliser les démonstrations exigées par les autorités réglementant les communications aux États-Unis (FCC). La FCC donne son accord en mars 2018 pour le déploiement d'un tiers de la constellation sous réserve que les résultats des tests exigés soient satisfaisants.

### Première constellation de1 600 satellites
Le plan initial prévoit le déploiement de 12 000 satellites entre 1 100 et 1 300 kilomètres d'altitude. Mais les projets de sociétés concurrentes obligent SpaceX à accélérer son projet et la société annonce à l'automne 2018 qu'elle déploie une première constellation de 1 600 satellites à une altitude plus basse (550 kilomètres). Par ailleurs, les satellites sont simplifiés pour permettre le lancement des premiers exemplaires en juin 2019. Au lieu d'émettre à la fois dans les bandes Ku et Ka, le satellite n'émet qu'en bande Ku. SpaceX doit déployer 2 200 satellites de ce type en cinq ans qui doivent servir de prototypes aux satellites suivants.
Début avril 2021, plus de 1 300 satellites Starlink ont été lancés. Au 25 août 2024, 6 281 satellites étaient en orbite, dont 6 206 en service.

## Historique

### 2015-2017
Le projet d'Internet par satellite Starlink est annoncé par la société américaine SpaceX en janvier 2015. La largeur de bande prévue est suffisante pour acheminer jusqu'à 50 % de tout le trafic de communication en réseau d'amenée et jusqu'à 10 % du trafic Internet local dans les villes à forte densité,. Elon Musk, président-directeur général de SpaceX, déclare qu'il existe une demande non satisfaite importante de capacités à large bande à faible coût à l'échelle mondiale.
L'inauguration d'un établissement consacré au développement des satellites Starlink à Redmond est annoncé par SpaceX en janvier 2015, pour développer et construire le nouveau réseau de communication. À l'époque, le bureau de la région de Seattle prévoit d'embaucher environ 60 ingénieurs, et peut-être 1 000 personnes au cours des années suivantes. La société exploite 2 800 mètres carrés de locaux loués à la fin de 2016 et, en janvier 2017, elle a acquis une deuxième installation de 3 800 mètres carrés, toutes deux à Redmond. En août 2018, SpaceX regroupe toutes ses activités de la région de Seattle et déménage dans une installation plus grande de trois bâtiments au Redmond Ridge Corporate Center pour soutenir la fabrication de satellites en plus des activités de recherche et développement.
En janvier 2016, la société annonce publiquement son intention de faire voler deux prototypes de satellites en 2016 et de mettre la constellation de satellites initiale en orbite et opérationnelle vers 2020. En octobre 2016, SpaceX développe les premiers satellites qu'elle espère lancer et tester en 2017, mais la division satellite se concentre sur un défi commercial important : parvenir à une conception suffisamment économique pour l'équipement utilisateur, visant quelque chose qui puisse être installé facilement dans les locaux de l'utilisateur final pour environ 200 dollars. Dans l'ensemble, Gwynne Shotwell, directrice générale de SpaceX, déclare à l'époque que le projet en est encore à la « phase de conception, alors que l'entreprise cherche à résoudre les problèmes liés au coût des terminaux pour les utilisateurs ». Le déploiement, s'il est effectué, n'a lieu qu'« à la fin de cette décennie ou au début de la suivante ». Les deux satellites d'essai d'origine ne sont pas mis à l'essai et ne sont utilisés qu'au sol. Le lancement prévu de deux satellites révisés est reporté à 2018.
En juillet 2016, SpaceX acquiert un espace créatif de 740 mètres carrés à Irvine, dans l'agglomération de Los Angeles. Les offres d'emploi de SpaceX indiquent que le bureau de Irvine inclut le traitement du signal, le circuit intégré de radiofréquence et le développement d'un circuit intégré propre à une application pour le programme satellite.
En novembre 2016, SpaceX dépose auprès de la Commission fédérale des communications (FCC) une demande pour un « système satellitaire en orbite non géostationnaire (NGSO) dans le service fixe par satellite utilisant les bandes de fréquences Ku et Ka ». En mars 2017, SpaceX dépose auprès de la FCC des plans pour la mise en service d'un deuxième ensemble de plus de 7 500 « satellites en bande V sur orbites non géosynchrones pour fournir des services de communications » dans une bande du spectre électromagnétique qui n'est pas encore très utilisée par les services de communications commerciaux. Appelée « constellation de l'orbite terrestre basse en bande V (Orbite terrestre très basse (en) VLEO) », elle comprend 7 518 satellites en orbite à seulement 340 kilomètres d'altitude, tandis que le petit groupe initialement prévu de 4 425 satellites fonctionne dans les bandes Ka et Ku et en orbite à 1 200 kilomètres,. L'architecture technique de la constellation de SpaceX présente deux caractéristiques originales : l'utilisation de la bande V du spectre des communications, peu utilisée, et le choix d'une orbite terrestre très basse d'environ 340 km d'altitude, où la traînée atmosphérique est assez élevée, ce qui entraine de courtes durées de vie en orbite. SpaceX n'a pas rendu publique la technologie de vol spatial spécifique qu'elle a l'intention d'utiliser pour faire face à l'environnement à forte traînée de VLEO. Le plan de mars 2017 prévoit que SpaceX lance les premiers prototypes utilisant les bandes Ka/Ku en 2017 et 2018, et commence à placer en orbite les satellites opérationnels en 2019. Il est prévu que la constellation de 4 425 satellites à basse altitude de 1 110 km à 1 325 km soit entièrement déployée d'ici 2024.
En 2015-2017, une controverse éclate avec la FCC au sujet de l'octroi de licences d'utilisation du spectre des communications par les futures constellations de satellites géantes dont le représentant le plus avancé est Starlink. La réglementation en matière d'octroi de licence d'utilisation du spectre impose traditionnellement à l'opérateur de satellites de « lancer un seul engin spatial pour respecter la date limite de mise en service du régulateur nord-américain. Cette règle permet à un opérateur de bloquer l'utilisation de fréquences radio précieuses pendant des années sans déployer sa flotte ». En 2017, l'autorité de régulation américaine modifie cette règle et fixe un délai maximum de six ans pour le déploiement complet d'une constellation géante. L'organisation intergouvernementale technique de coordination, l'Union internationale des télécommunications, propose à la mi-2017 une ligne directrice qui est beaucoup moins restrictive. En septembre 2017, Boeing et SpaceX demandent à la FCC une dérogation à la règle des six ans, mais celle-ci n'est finalement pas accordée. En 2019, la FCC assouplit sa position : la moitié de la constellation doit être en orbite au bout de six ans et le système complet doit être déployé au bout de neuf ans.
SpaceX dépose le nom Starlink pour son réseau à large bande par satellites en 2017. L'entreprise dépose des documents à la fin de 2017 auprès de la FCC américaine pour clarifier son plan de réduction des débris spatiaux. La société prévoit une désorbitation contrôlée des satellites à la fin de leur durée de vie utile (environ cinq à sept ans) à un rythme beaucoup plus rapide que ne l'exigent les normes internationales. Les satellites seront désorbités en réduisant leur orbite à l'aide de leur propulsion, de manière qu'ils pénètrent dans l'atmosphère terrestre dans l'année qui suit la fin de leur mission En mars 2018, la FCC donne son accord au déploiement de la constellation de SpaceX sous certaines conditions. SpaceX doit obtenir une approbation distincte de l'Union internationale des télécommunications (UIT),. La FCC appuie la demande de la NASA de demander à SpaceX d'atteindre un niveau de fiabilité de désorbitation encore plus élevé que la norme que la NASA utilise auparavant pour elle-même : désorbiter de façon fiable 90 % des satellites une fois leurs missions terminées.

### 2018-2019
En mai 2018, SpaceX actualise le coût total du développement et de la construction de la constellation, qui est chiffré à dix milliards de dollars. Au milieu de l'année 2018, SpaceX réorganise la division de développement de satellites à Redmond et licencie plusieurs membres de la haute direction. En novembre 2018, SpaceX reçoit l'accord des autorités réglementaires américaines pour déployer 7 518 nouveaux satellites à large bande, en plus des 4 425 approuvés précédemment. Ces premiers satellites de SpaceX sont demandés dans les documents réglementaires de 2016 pour être mis en orbite à des altitudes de 1 110 à 1 325 km, bien au-dessus de la Station spatiale internationale. La nouvelle autorisation porte sur l'ajout d'une constellation NGSO (orbite non géostationnaire de satellites) en orbite terrestre très basse, à des altitudes comprises entre 335 et 346 km, sous la Station spatiale internationale. Toujours en novembre, SpaceX dépose de nouveaux documents réglementaires auprès de la FCC pour demander la possibilité de modifier sa licence précédemment accordée afin d'exploiter environ 1 600 des 4 425 satellites en bande Ka et Ku dont l'exploitation est approuvée à 1 150 km dans une « nouvelle couche inférieure de la constellation » à seulement 550 km d'altitude. Ces satellites fonctionnent effectivement sur une troisième orbite, une orbite de 550 km, tandis que les orbites supérieures et inférieures à ~1 200 km et ~340 km ne sont utilisées que plus tard, une fois qu'un déploiement considérablement plus important de satellites est possible dans les dernières années du processus de déploiement. La FCC approuve la demande en avril 2019, approuvant le placement de près de 12 000 satellites dans trois coquilles orbitales : d'abord environ 1 600 dans une coquille de 550 kilomètres d'altitude,, puis environ 2 800 en bandes Ku et Ka à 1 150 km, et environ 7 500 en bande V à 340 km.
Les plans de plusieurs fournisseurs visent à construire des mégaconstellations commerciales de milliers de satellites dans l'espace. Internet étant de plus en plus susceptible de devenir réalité, l'armée américaine commence à effectuer des études d'essais en 2018 pour évaluer comment les réseaux peuvent être utilisés. En décembre 2018, la US Air Force émet un contrat de 28 millions de dollars pour des services d'essais spécifiques sur Starlink.
En avril 2019, SpaceX passe de la phase de recherche et développement à celle la fabrication de ses satellites, prévoyant le premier lancement d'un important lot de satellites en orbite l'atteinte d'un taux de lancement moyen de « 44 satellites spatiaux à hautes performances et à faible coût construits et lancés chaque mois pendant les 60 prochains mois » afin de lancer les 2 200 satellites nécessaires à la conservation de la plage de fréquences attribuée par la Commission fédérale des communications. SpaceX se donne comme objectif de déployer en orbite la moitié de la constellation dans les six ans et, suivant l'autorisation, le système complet au bout de neuf ans.

## Déploiement de la constellation de satellites (2019-)

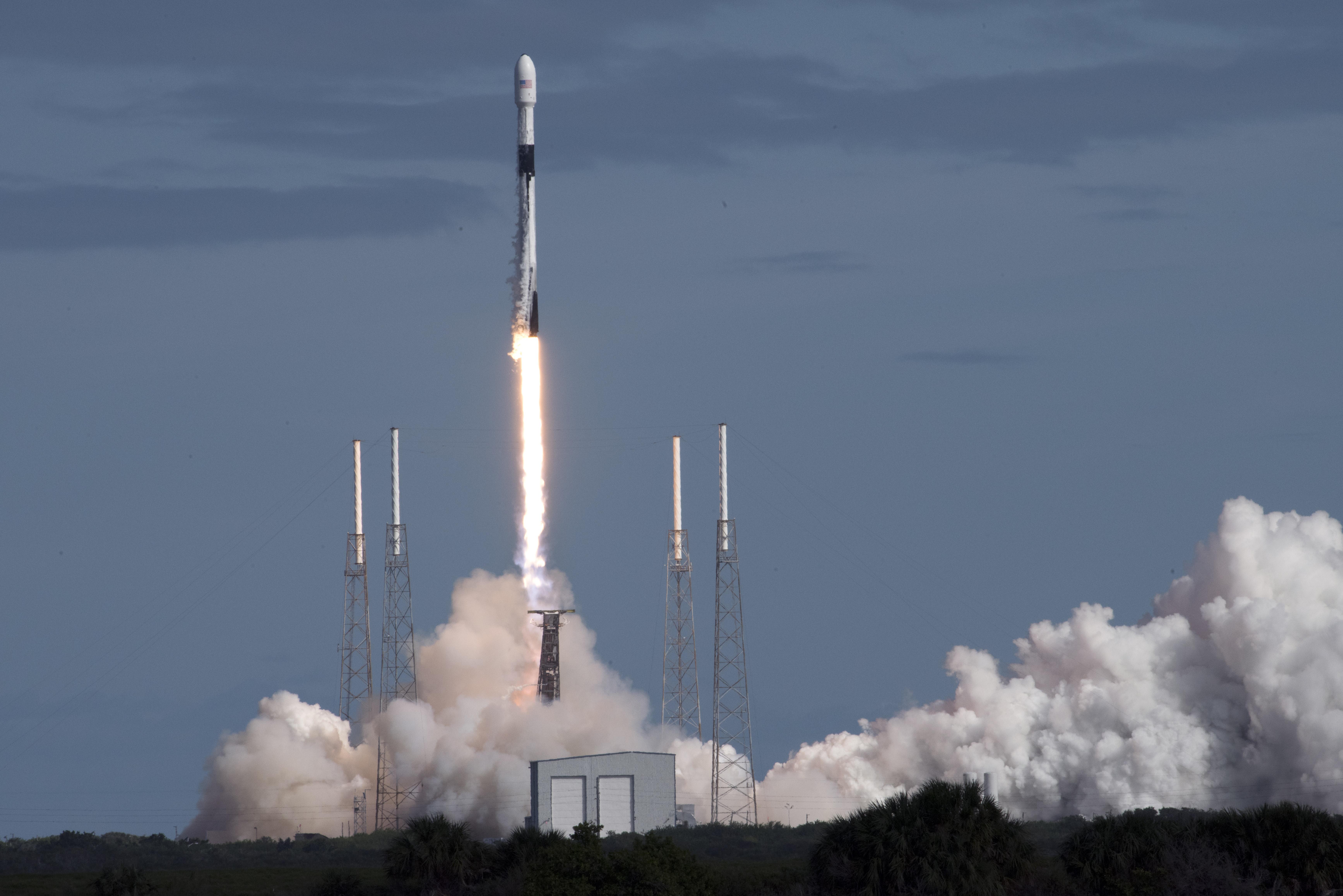
Lancement par une fusée SpaceX des 60 premiers satellites Starlink opérationnels en novembre 2019.

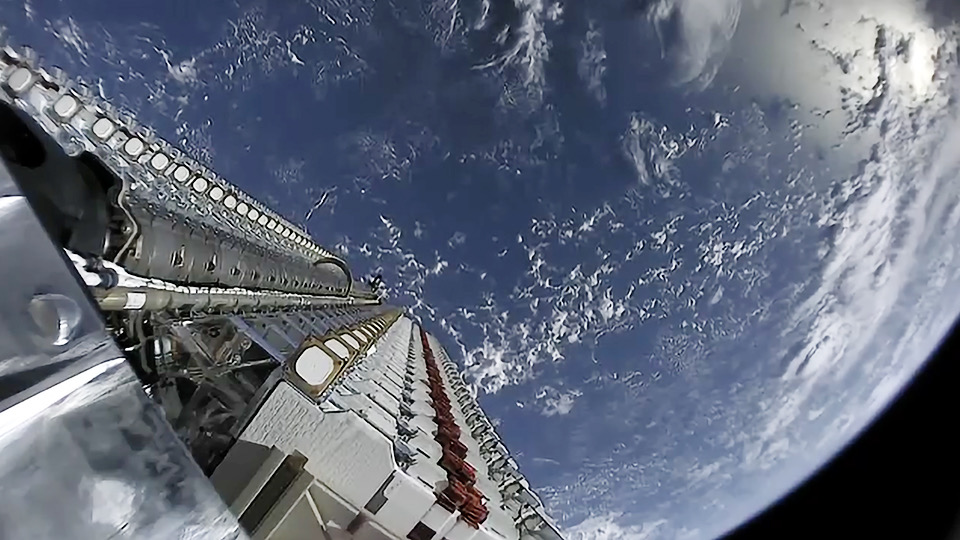
Largage dans l'espace des 60 satellites de la mégaconstellation Starlink de SpaceX en mai 2019.

Après le lancement des deux prototypes en 2018, le premier déploiement massif de 60 satellites est effectué en mai 2019 par un lanceur unique Falcon 9 bloc 5 qui, malgré sa charge utile d'une masse totale de 13 620 kg (sans compter les adaptateurs et les mécanismes de déploiement), dispose de suffisamment d'ergols pour permettre l'atterrissage et la réutilisation du premier étage. Ces satellites font partie d'une sous-série (bloc V0.9) qui ne sont pas opérationnels car ils ne disposent pas des émetteurs en bande Ka. Ils doivent permettre d'identifier les problèmes de conception résiduels en vérifiant les procédures de déploiement et de désorbitage ainsi que le fonctionnement opérationnel. Les premiers satellites opérationnels (V 1.0) sont placés en orbite 6 mois plus tard en novembre 2019 et font partie de la première phase du déploiement de la constellation Starlink, qui porte sur 1 584 satellites qui doivent être placés sur une orbite de 550 kilomètres avec une inclinaison orbitale de 53°. Les satellites de cette première vague sont répartis sur 40 plans orbitaux différents dans lesquels circulent 66 satellites. Le déploiement des satellites de cette phase nécessite l'utilisation de 24 lanceurs Falcon 9,. Pour qu'un service minimal puisse débuter il faut qu'au moins 420 satellites soient placés en orbite. Ce chiffre est atteint au cours de l'année 2020. Le deuxième lancement des satellites opérationnels comprend un exemplaire baptisé DarkSat, qui a été modifié pour réduire l'impact sur les observations astronomiques. Cette variante n'est pas retenue et une autre solution est mise au point, la version VisorSat, reposant sur des pare-soleil déployables en orbite dont les premiers exemplaires sont lancés en mai 2020. Alors que tous les satellites sont placés sur une orbite caractérisée par l'inclinaison orbitale de 53°, environ 70 satellites sont placés sur une orbite polaire (98° et 70°) au cours de l'année 2021, pour permettre une couverture des latitudes septentrionales. À compter de septembre 2021, une nouvelle version (1.5) du satellite est déployée. Celle-ci comprend des équipements permettant des liaisons inter-satellites simultanées avec quatre autres satellites Starlink. Du fait de l'alourdissement du satellite, le nombre emporté à chaque lancement passe de 60 à 53.
Mi-mai 2022, SpaceX a lancé 2 600 satellites, dont 2 350 sont encore en orbite et 2 320 sont opérationnels. Cette flotte représente plus du tiers des quelque 6 000 satellites en orbite terrestre à cette date et les deux tiers des satellites américains.
Le taux de panne de satellites semble plus élevé que prévu. Au printemps 2021, alors que Starlink se félicite d'un taux de perte inférieur à 5 %, celui-ci dépasse en réalité 9 %, ce avant la perte de 40 des 49 satellites lancés le 3 février 2020 à cause d'un orage magnétique le lendemain, dû à une éruption solaire,, ainsi que 12 autres, pour les mêmes raisons, le 10 mai 2024.
Nombre de satellites lancés par type et année (mise à jour 2 février 2025)
- Prototypes (2018)
- v 0.9
- v 1.0
- v 1.0 polaire 97,6°
- v 1.0 polaire 70°
- v 1.5
- v2-Mini

### Réalisation de l'infrastructure terrestre
Le système Starlink repose sur un réseau de stations terriennes qui assurent la liaison entre les satellites et le réseau Internet. En fonctionnement standard (sans recours aux liaisons inter-satellites), un satellite ne peut jouer son rôle que s'il peut communiquer avec une station terrienne qui lui permet d'être connecté au réseau Internet. Cela implique de construire dans les régions desservies des stations terriennes espacées régulièrement. Toutefois, la desserte d'un pays est conditionnée à l'autorisation d'utilisation des fréquences par ses autorités réglementaires. Des considérations politiques peuvent également entrer en jeu. Les pays hostiles aux États-Unis (ex. : Chine, Russie) ou ceux qui veulent disposer d'un contrôle total de l'information accessible au public (ex. : Chine) s'opposent à la mise en œuvre de Starlink sur leur territoire national. Par ailleurs, compte tenu de l'investissement nécessaire, Starlink privilégie les pays où est présente une clientèle suffisamment importante disposant des moyens financiers impliqués.
L'implantation des stations terriennes suit l'ouverture des pays au service Starlink (certains pays de taille modeste peuvent être desservis mais ne pas disposer de stations terriennes). En juin 2022, les pays hébergeant des stations terriennes opérationnelles étaient les États-Unis, le Canada (4), le Royaume-Uni (6), l'Espagne (4), l'Italie (3), l'Allemagne (2), l'Irlande (2), le Portugal (1), la France (1), la Pologne (1), la Lituanie (1), la Turquie (1), le Nigéria (1), l'Arabie saoudite (1), le Japon (1), l'Australie (~15), la Nouvelle-Zélande (5), le Brésil (12), l'Argentine (1) et le Chili (6).

## Commercialisation de Starlink

### Phase pilote
En octobre 2020, le service Internet est ouvert à un nombre restreint d'utilisateurs pendant une phase pilote. Ces tests sont limités temporairement aux utilisateurs situés au nord des États-Unis, qui bénéficient d'une meilleure couverture (le nombre de satellites survolant une zone augmente avec la latitude). SpaceX commercialise l'équipement (antenne, routeur et trépied supportant l'antenne) pour 499 US$ et facture le service Internet 99 US$ par mois. D'un point de vue réglementaire, Starlink dispose depuis février 2021 d'un numéro ASN, ce qui en fait officiellement un fournisseur d'accès à Internet.

### Évolution du nombre d'utilisateurs
En juin 2022, alors qu'environ 2 000 satellites sont déployés, 500 000 clients sont abonnés au service fourni par Starlink, selon les chiffres communiqués par SpaceX. En septembre 2024, la barre des 4 millions d'utilisateurs est franchie. Toutefois, la majeure partie des clients étant concentrée dans les zones peuplées de quelques pays essentiellement occidentaux (États-Unis, Canada, Europe occidentale, Australie, Nouvelle-Zélande, Brésil, Chili), seuls 10 % de la bande passante sont utilisés. Par ailleurs, les États-Unis, qui concentrent une grande partie des utilisateurs, ne sont survolés en moyenne à un instant donné que par 2 % des satellites (donc environ 40 satellites en juin 2022), ce qui limite la capacité pour cette région du monde.

### Déploiement en France
L'autorité de régulation des télécommunications française, l'Arcep, chargée de coordonner les besoins de bande passante radio entre les différents utilisateurs, autorise initialement en février 2021 l'utilisation sur le sol français des fréquences mises en œuvre par le système Starlink. En avril 2022, à la suite d'un recours devant le Conseil d'État par les associations environnementales Priartem et Agir pour l'environnement, Starlink perd ses autorisations de fréquence allouées un an auparavant. Le Conseil d'État suspend cette attribution au motif qu'aucune consultation publique n'a précédé l'attribution des deux bandes de fréquence . En juin 2022, les autorisations de fréquence sont accordées par l'Arcep après la mise en place de la consultation publique exigée. L'Arcep donne à la même date son feu vert pour la construction d'une station terrienne assurant la passerelle entre les satellites et le réseau Internet sur le territoire de la commune de Carros dans les Alpes-Maritimes. Deux autres projets de stations terriennes qui devaient être construites dans la Manche (Saint-Senier-de-Beuvron) et dans le Nord (Gravelines) ont été abandonnés à la suite, dans le premier cas, du rejet de la population par « peur des ondes électromagnétiques ». En juin 2022, la seule station terrienne opérationnelle en France métropolitaine est installée dans la banlieue de Bordeaux à Villenave-d'Ornon.
En septembre 2022, Starlink lance une offre à destination des PME. Elle propose des antennes qui garantissent des débits de données plus élevées et de meilleures performances « dans des conditions météorologiques extrêmes », dont des débit de données en téléchargement « de 100 à 350 Mbit/s » (contre 50 à 200 Mbit/s pour les particuliers) et « une latence de 20 à 40 ms », sans limitation de consommation de données,.
En décembre 2022, Starlink comptait 10 000 abonnés en France.
En 2023, une étude statistique des débits d'accès Internet par satellite de Starlink a conclu à des performances supérieures au très haut débit, proches des niveaux annoncés par la société américaine.
| 2023                                    | Vitesse descendante moyenne | Vitesse ascendante moyenne | Latence moyenne |
| --------------------------------------- | --------------------------- | -------------------------- | --------------- |
| Données réelles (étude Zone ADSL&Fibre) | 92 Mbit/s                   | 14 Mbit/s                  | 11 ms           |
| Données théoriques de Starlink          | 112-213 Mb/s                | 14-25 Mb/s                 | 41-58 ms        |

### Maroc
Le Maroc aussi est sur le point d'entamer une transformation numérique ambitieuse grâce à l’intérêt manifeste d’Elon Musk pour le royaume. Starlink ambitionne de fournir un accès Internet à haut débit, fiable et abordable à ses régions les plus isolées. Ce projet s’inscrit dans une vision stratégique portée par le pays, qui vise à moderniser ses infrastructures technologiques et à bâtir une économie numérique inclusive d’ici 2030, concernant notamment les villages isolés dans l’Atlas, les déserts du Sud et certaines régions rurales. L'entreprise a déjà établi une présence à Casablanca et entame des négociations avec l'Agence nationale de régulation des télécommunications (ANRT) pour l'obtention des licences nécessaires. Le lancement des opérations est prévu pour 2025,,,,.

### Niger
En novembre 2024, un accord a été signé entre les autorités nigériennes et Starlink afin de couvrir la quasi-totalité du territoire et d'améliorer la connectivité du pays, dont le taux de couverture Internet est encore très faible (taux de pénétration Internet de seulement 32 % en 2023),. L'offre Starlink serait abordable pour les entreprises implantées au Niger : 200 Mb/s pour environ 25 000 francs CFA par mois. La demande pour les équipements Starlink est particulièrement élevée dans la brousse en cela que Starlink est le seul fournisseur d'accès Internet du Niger qui ne souffre jamais d'interruption.

### Conflit russo-ukrainien
En 2022, au début de l'invasion de l'Ukraine, l'entreprise y envoie des milliers de ses terminaux afin que les Ukrainiens aient accès à Internet sans dépendre du réseau terrestre. Le 4 avril 2022, Elon Musk affirme que 150 000 utilisateurs ukrainiens ont accès au réseau Starlink. Par la suite, il fait éteindre les antennes Starlink, empêchant ainsi une attaque de drones navals ukrainiens contre les navires de guerre russes.

## Caractéristiques techniques

### Principes de fonctionnement de l'Internet par satellite
L'Internet par satellite utilise des satellites de télécommunications pour mettre en relation l'usager et le réseau Internet. Il permet d'accéder à Internet depuis un lieu non desservi par les réseaux terrestres (y compris en mer, dans le désert, en rase campagne) ou ne disposant que d'un débit réduit du fait de l'absence de fibre optique ou de l'éloignement des centraux de télécommunications. Les fournisseurs d'accès Internet par satellite existants, tels que Viasat ou Hughes Network Systems, utilisent actuellement des satellites positionnés en orbite géostationnaire. Ces satellites présentent l'avantage de pouvoir desservir pratiquement un tiers de l'hémisphère en restant en permanence au-dessus de la même région (leur vitesse orbitale est identique à la vitesse de rotation de la Terre et ils sont en orbite au-dessus de l'équateur). Un seul satellite est suffisant pour desservir l'ensemble de la zone avec comme seule limite le nombre d'usagers utilisant le service de manière simultanée. Par ailleurs les faisceaux d'ondes peuvent être concentrés sur les régions où se situent les utilisateurs potentiels. Toutefois, l'utilisation de l'orbite géostationnaire présente également des inconvénients. Le principal découle de l'altitude du satellite (36 000 km), qui entraîne un délai notable dans la circulation des signaux car ceux-ci doivent faire l'aller-retour entre la station au sol et le satellite puis entre celui-ci et le terminal de l'utilisateur du service Internet. Le temps de latence, qui peut atteindre 600 millisecondes, dégrade de manière significative la réactivité lors d'appels vidéo (visioconférence) ou de l'utilisation des jeux en ligne. Par ailleurs les régions polaires ne peuvent être desservies car les ondes sont obligées de traverser une large couche atmosphérique.

### Constellation en orbite basse

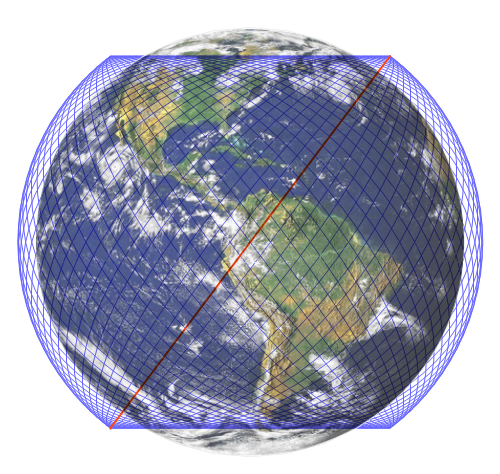
Orbite des 1584 premiers satellites répartis sur 72 plans orbitaux.

SpaceX choisit d'abaisser fortement l'altitude des satellites servant de relais pour diminuer le temps de latence. Une altitude basse présente toutefois deux inconvénients. Le satellite n'est plus fixe au-dessus d'une zone mais défile rapidement et il n'est visible que depuis une région beaucoup plus limitée de la surface de la Terre. Pour assurer une couverture planétaire, la constellation Starlink est constituée d'une première flotte de 4 425 satellites. La liaison Internet d'un utilisateur donné est assurée par une succession de satellites défilant à une fréquence élevée. Pour assurer la coordination rendue nécessaire par ce défilement, les satellites communiqueront entre eux par liaison laser.
Selon les plans initiaux, les satellites devaient être déployés à une altitude comprise entre 1 150 et 1 325 kilomètres. Chaque satellite est visible depuis le sol dans un rayon de 1 060 km sous une élévation (hauteur) d'au minimum 40°. Une fois cette constellation en place, SpaceX prévoit de lancer environ 7 518 satellites sur une orbite plus basse (340 kilomètres) pour garantir un débit élevé en accroissant la capacité du système et pouvoir entrer en compétition avec les services assurés par des réseaux terrestres. SpaceX a révisé ces plans en avril 2020 et tous ses satellites sont lancés sur une orbite dont l'altitude est comprise entre 540 et 570 kilomètres
| Désignation | Altitude | Inclinaison | Nbre plans orbitaux | Nbre satellites par plan orbital | Nombre total de satellites | Commentaire |
| ----------- | -------- | ----------- | ------------------- | -------------------------------- | -------------------------- | ----------- |
| Groupe 1    | 550 km   | 53°         | 72                  | 22                               | 1584                       |             |
| Groupe 2    | 570 km   | 70°         | 36                  | 20                               | 720                        |             |
| Groupe 3    | 560 km   | 97,6°       | 6                   | 58                               | 348                        |             |
| Groupe 4    | 540 km   | 53,2°       | 72                  | 22                               | 1584                       |             |
|             | 560 km   | 97,6°       | 4                   | 43                               | 172                        |             |

À l'issue de la phase 1 du déploiement, la constellation Starlink comprendra 12 000 satellites, 2 800 satellites émettant dans les bandes Ku et Ka doivent circuler à une altitude de 1 150 km, et environ 7 500 satellites émettant en bande V sont placés à une altitude de 340 miles (environ 550 km). La bande V (de 40 à 75 GHz), qui est située immédiatement après la bande Ka (de 12 à 40 GHz), n'a jusque-là pas été utilisée par les satellites de télécommunications, et son usage est donc expérimental. Cette gamme de fréquence est considérée comme prometteuse car elle permet de très grands débits, mais elle est sensible aux fluctuations météorologiques (pluie, mauvais temps), ce qui impose des solutions de contournement. Les satellites communiquent entre eux par voie optique[réf. nécessaire].
| Désignation | Altitude | Inclinaison | Nbre plans orbitaux | Nbre satellites par plan orbital | Nombre total de satellites | Commentaire |
| ----------- | -------- | ----------- | ------------------- | -------------------------------- | -------------------------- | ----------- |
|             | 340 km   | 53°         | 48                  | 110                              | 5 280                      |             |
|             | 345 km   | 46°         | 48                  | 110                              | 5 280                      |             |
|             | 350 km   | 38°         | 48                  | 110                              | 5 280                      |             |
|             | 360 km   | 96,9°       | 30                  | 120                              | 3 600                      |             |
| Groupe 6    | 525 km   | 53°         | 28                  | 120                              | 3 360                      |             |
| Groupe 5    | 530 km   | 43°         | 28                  | 120                              | 3 360                      |             |
|             | 535 km   | 33°         | 28                  | 120                              | 3 360                      |             |
|             | 604 km   | 148°        | 12                  | 12                               | 144                        |             |
|             | 614 km   | 115,7°      | 18                  | 18                               | 324                        |             |

### Caractéristiques des satellites

#### Caractéristiques générales
Les deux premiers prototypes lancés en février 2018 ont une taille de 1,1 × 0,7 × 0,7 mètre et comprennent deux panneaux solaires de 2 × 8 mètres déployés en orbite. Les satellites déployés en mai 2019, qui sont toujours des prototypes et qui ne disposent pas de liaison intersatellites, ont une masse de 227 kilogrammes. La plate-forme est équipée de propulseurs à effet Hall (moteurs qui utilisent l'énergie fournie par les panneaux solaires) qui produisent leur poussée en expulsant du krypton. Ce gaz remplace le xénon habituellement utilisé sans doute car il est moins coûteux, au prix d'un rendement plus faible (l'atome de krypton est moins lourd). Ces propulseurs sont utilisés pour placer le satellite, qui est largué à une altitude de 440 km, sur son orbite opérationnelle (550 km), pour maintenir l'orientation du satellite durant sa vie opérationnelle, et pour abaisser l'orbite en fin de vie afin d'accélérer la rentrée atmosphérique et ne pas encombrer l'orbite basse.
La charge utile comprend des antennes réseau à commande de phase plates chargées des liaisons montantes et descendantes avec les utilisateurs finaux fonctionnant en bande Ku (10,7-12,7 GHz pour la liaison descendante et 14-14,5 GHz pour la liaison montante) et deux antennes orientables assurant la liaison avec deux stations terriennes en bande Ka ,,.

#### Prototypes
Plusieurs prototypes des satellites Starlink ont été lancés avant le déploiement des versions opérationnelles :
- deux prototypes, Tintin A et B (également désignés par MicroSat 2a et 2b), sont lancés le 22 février 2018 pour tester dans l'espace la plateforme et les sous-systèmes associés ainsi que l'antenne réseau à commande de phase prévue à l'époque pour les satellites qui devaient être placés sur une orbite haute non géostationnaire[56] ;
- soixante satellites pré-opérationnels (version 0.9) ne disposant pas d'émetteurs en bande Ka sont lancés par une seule fusée Falcon 9 V1.2 en mai 2019. Ce lancement permet de vérifier le système de largage complètement passif (ne reposant sur aucun système de déploiement mécanique)[121].

#### Premières versions opérationnelles:Starlink V1etV1.5
Les premières versions opérationnelles sont la version 1.0 et sa variante 1.5 qui apporte la liaison intersatellite.
Le premier lancement de satellites opérationnels (version 1.0) comprenant les émetteurs en bande Ka a lieu en novembre 2019. Le deuxième lancement, qui a lieu en janvier 2020, emporte des satellites légèrement modifiés (version Darksat) pour réduire la réflexion du Soleil sur le corps de l'engin spatial, qui perturbe les observations effectuées par les observatoires astronomiques au sol. L'équipement employé pour atteindre cet objectif est remplacé par un pare-soleil déployé en orbite (version VisorSat) qui est testé par un prototype lancé en mai 2020.
Les trois premiers satellites équipés d'une liaison inter-satellites (version 1.5) sont lancés en juin 2021. Ils emportent chacun quatre systèmes de communication laser pouvant être pointés de manière indépendante vers d'autres satellites jusqu'à une distance de 5 000 kilomètres. Ceux-ci permettent des liaisons à haut débit qui contribuent à réduire la latence. Deux de ces équipements sont pointés vers des satellites situés dans le même plan orbital tandis que les deux autres établissent des liaisons avec des satellites circulant sur des plans orbitaux adjacents. À compter de septembre 2020, tous les satellites mis en orbite disposent de cet équipement. Les équipements optiques alourdissent la masse du satellite, qui atteint sans doute 290 kilogrammes, malgré l'abandon du pare-soleil au profit d'un revêtement réduisant la réflexion du rayonnement solaire sur le corps des satellites. En conséquence, le nombre de satellites lancés par la fusée Falcon 9 passe de 60 à 53,.

#### Starlink mini V2(2023-)
Pour augmenter la bande passante totale par satellite, SpaceX développe une deuxième version de ses satellites, nommée Starlink V2), beaucoup plus lourds (entre 1 250 et 2 000 kilogrammes). Leurs dimensions (6,4 × 2,7 mètres) sont conçues pour la coiffe du lanceur super-lourd Starship et de ce fait ils ne tiennent pas sous la coiffe de la fusée Falcon 9. Cette nouvelle version du satellite est annoncée en mai 2020, alors que le développement de la fusée Starship est encore peu avancé. Le premier vol du Starship prenant du retard, une version de taille réduite de ces satellites, compatible avec la coiffe de la Falcon 9, est rendue publique en août 2022. Baptisé Starlink mini V2, le satellite a une masse estimée comprise entre 750 et 830 kilogrammes, aussi la Falcon 9 ne peut en placer en orbite qu'une vingtaine d'exemplaires. Les mini-V2 auraient une bande passante quatre fois plus important que les V1.5. Les 21 premiers exemplaires sont placés en orbite le 27 février 2023,.
Peu d'informations officielles sont disponibles sur les caractéristiques des Starlink mini V2. La masse est comprise entre 750 et 830 kilogrammes (305 kg pour la V1.5) et les dimensions de la plateforme sont de 4,1 × 2,7 mètres. L'envergure du satellite, une fois les panneaux solaires déployés, est de 30 mètres. Chacun des deux panneaux solaires mesure 12,8 × 4,1 mètres et leur superficie totale est de 120 m2, contre 30 m2 pour la version précédente. La forte augmentation potentielle de la magnitude apparente vue de la Terre inquiète beaucoup la communauté des astronomes. SpaceX utilise, comme sur la version précédente, des moteurs électriques à effet Hall, mais a remplacé l'ergol. Le krypton est remplacé par de l'argon, beaucoup moins cher (1 à 20 US$ le kilogramme). Le choix de l'argon pourrait également être lié aux risques qui pèsent sur l'approvisionnement en krypton, qui est extrait principalement en Ukraine[réf. nécessaire]. La masse atomique de l'argon, plus élevée, implique de produire plus d'énergie (panneaux solaires de plus grande surface), mais les moteurs ont une poussée 2,4 fois supérieure et une impulsion spécifique 1,5 fois supérieure. Les télécommunications des Starlink mini V2 sont assurés en bande Ku et Ka comme dans la génération précédente, auxquelles s'ajoute la bande E (de 71 à 79 GHz et de 81 à 86 GHz),.

#### Futurs satellites lourdsStarlink V2
Le déploiement des futurs satellites Starlink V2 n'est possible qu'avec la fusée Starship du fait de leurs dimensions : le bus aurait une section de 6,4 × 2,7 mètres. Leur masse serait comprise entre 1 250 et 2 000 kilogrammes. La superficie totale du satellite, une fois les deux panneaux solaires déployés, serait de 294 m2. Les dimensions de chaque panneau solaire seraient de 12,7 × 4,1 m2,.

### Segment terrestre
La liaison entre les satellites et le réseau Internet passe par des stations terriennes qui sont réparties sur l'ensemble de la planète. Chaque satellite dispose de deux antennes lui permettant d'être en liaison permanente avec autant de stations terriennes. Une station terrienne dispose de huit antennes paraboliques opérationnelles de relativement petite taille (moins de deux mètres de diamètre), qui peuvent être connectées à huit satellites chacune, et d'une antenne de secours. Une centaine de stations sont prévues à terme aux États-Unis. Ce nombre permettrait de maintenir la liaison avec 800 satellites, ce qui suppose que la constellation atteigne 40 000 satellites puisque le territoire américain est survolé à un instant donné par 2 % de la flotte. Un nombre non précisé de stations sont construits sur les territoires des pays où l'offre Starlink est commercialisée (en juin 2022 : La majeure partie de l'Europe occidentale, le sud du Canada, certaines régions de l'Australie et de la Nouvelle-Zélande),.
Par ailleurs deux stations installées respectivement sur les cotes ouest et est des États-Unis collectent les télémesures transmises par les satellites pour surveiller leur fonctionnement.

### Terminal utilisateur

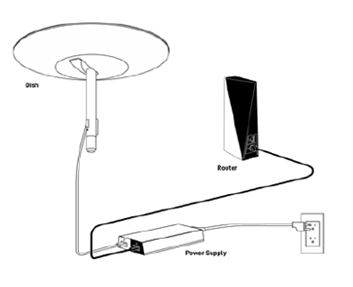
Schéma des trois composants du terminal utilisateur : l'antenne qui constitue l'élément le plus complexe et le plus coûteux, le routeur wifi et le boitier de raccordement entre l'antenne et le routeur.

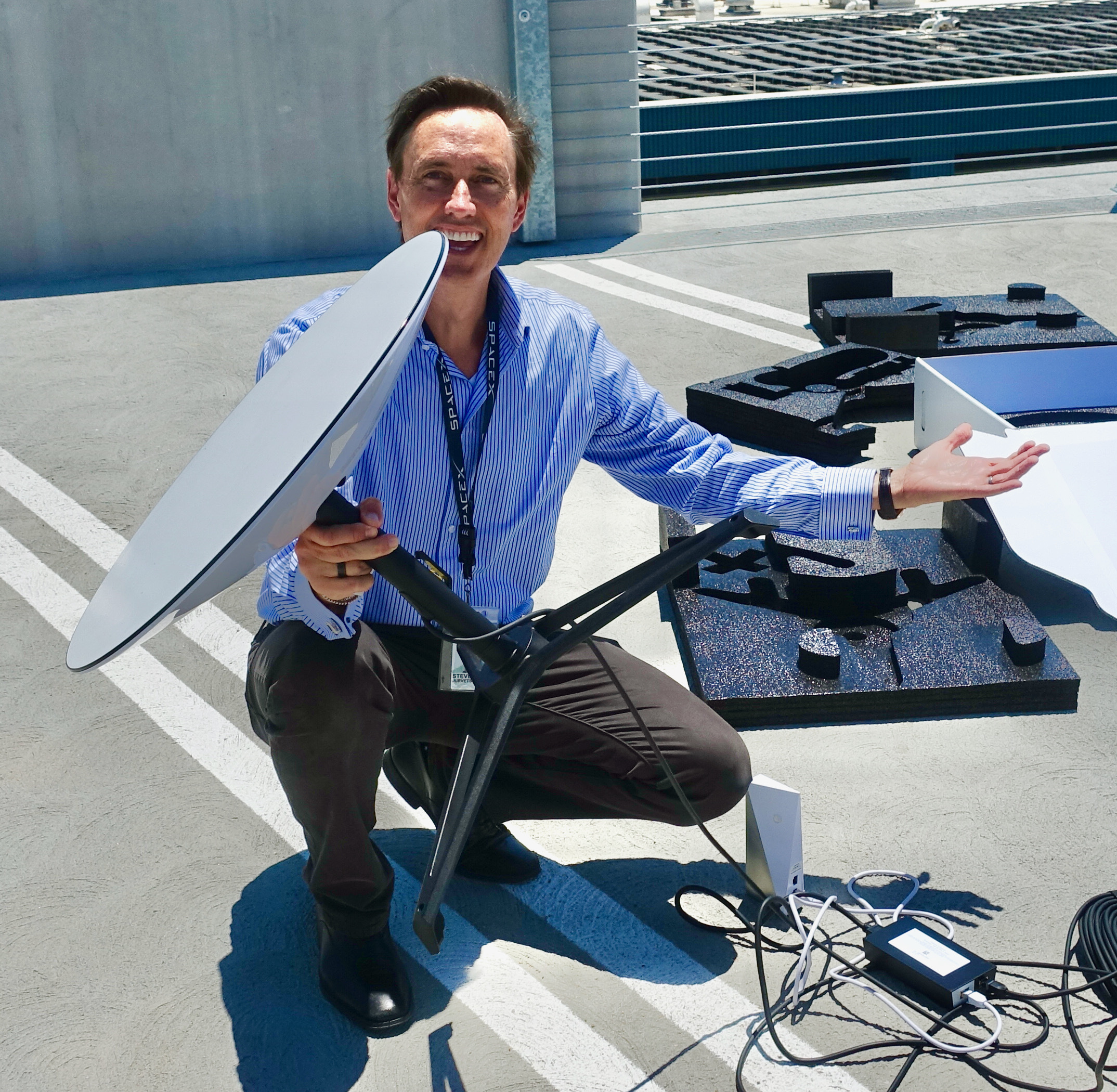
Le terminal utilisateur dans sa version commercialisée au début du déploiement de Starlink.

Pour utiliser les services Starlink, l'utilisateur dispose d'un terminal conçu et vendu par SpaceX, qui comprend une antenne à installer à l'extérieur, un routeur Wifi et un boîtier raccordant l'antenne et le routeur. L'antenne doit être installée à l'extérieur dans un environnement dégagé pour permettre l'établissement de la liaison avec un des satellites de la constellation Starlink. L'antenne utilise conjointement un système de pointage électronique et/ou mécanique pour maintenir la liaison avec les satellites qui se déplacent très rapidement dans le ciel : un satellite donné se déplace rapidement et ne reste visible au maximum que durant huit minutes. Un système motorisé inclus dans l'antenne est utilisé pour modifier (relativement lentement) l'élévation (hauteur) tandis que l'antenne à réseau à commande de phase utilise des centaines de minuscules antennes planaires contrôlées électroniquement pour maintenir en temps réel le faisceau pointé vers le satellite dont la position change en permanence. Les fréquences utilisées sont de 14–14,5 GHz pour le sens Terre vers espace, et 10,95–12,7 GHz pour le sens espace vers Terre. Le gain maximum est de 34,8 décibels et la puissance transmise est comprise entre 0,76 watt (faisceau perpendiculaire à l'antenne) et 4,06 watts. L'antenne fournie à l'origine était circulaire, d'un diamètre de 58,9 centimètres et d'une masse de 7,3 kilogrammes. Une antenne moins coûteuse à produire est commercialisée depuis 2022. De forme rectangulaire, elle est produite en deux versions : 50 × 30 centimètres ou 57 × 51 centimètres pour une masse de 7,2 ou 4,2 kilogrammes. Une antenne « Mini » est introduite en juin 2024, de forme rectangulaire, ses dimensions sont : 30 × 25 centimètres et 4 centimètres d'épaisseur pour une masse de 1,1 kilogramme.

#### Capacité et performances du système
Chaque satellite Starlink opérationnel en 2022 (versions 1.0 et 1.5) a une capacité totale d'environ 20 gigabits par seconde (par comparaison, les satellites géostationnaires les plus récents (ViaSat-2 placé en orbite en 2017) ont une capacité d'environ 300 gigabits par seconde). Pour une constellation de 4 425 satellites et avec 0,1 utilisateur actif par kilomètre carré, le système Starlink peut fournir un débit maximum de 25 mégabits par seconde. Avec une constellation de 40 000 satellites aux caractéristiques similaires à ceux déjà lancés, ce débit (25 Mb/s) devient disponible pour un utilisateur actif par kilomètre carré. SpaceX a toutefois prévu de fortement accroître les capacités des 28 000 derniers satellites lancés (version 2.0), qui, selon les annonces de juin 2022, devraient avoir une capacité dix fois plus importante.

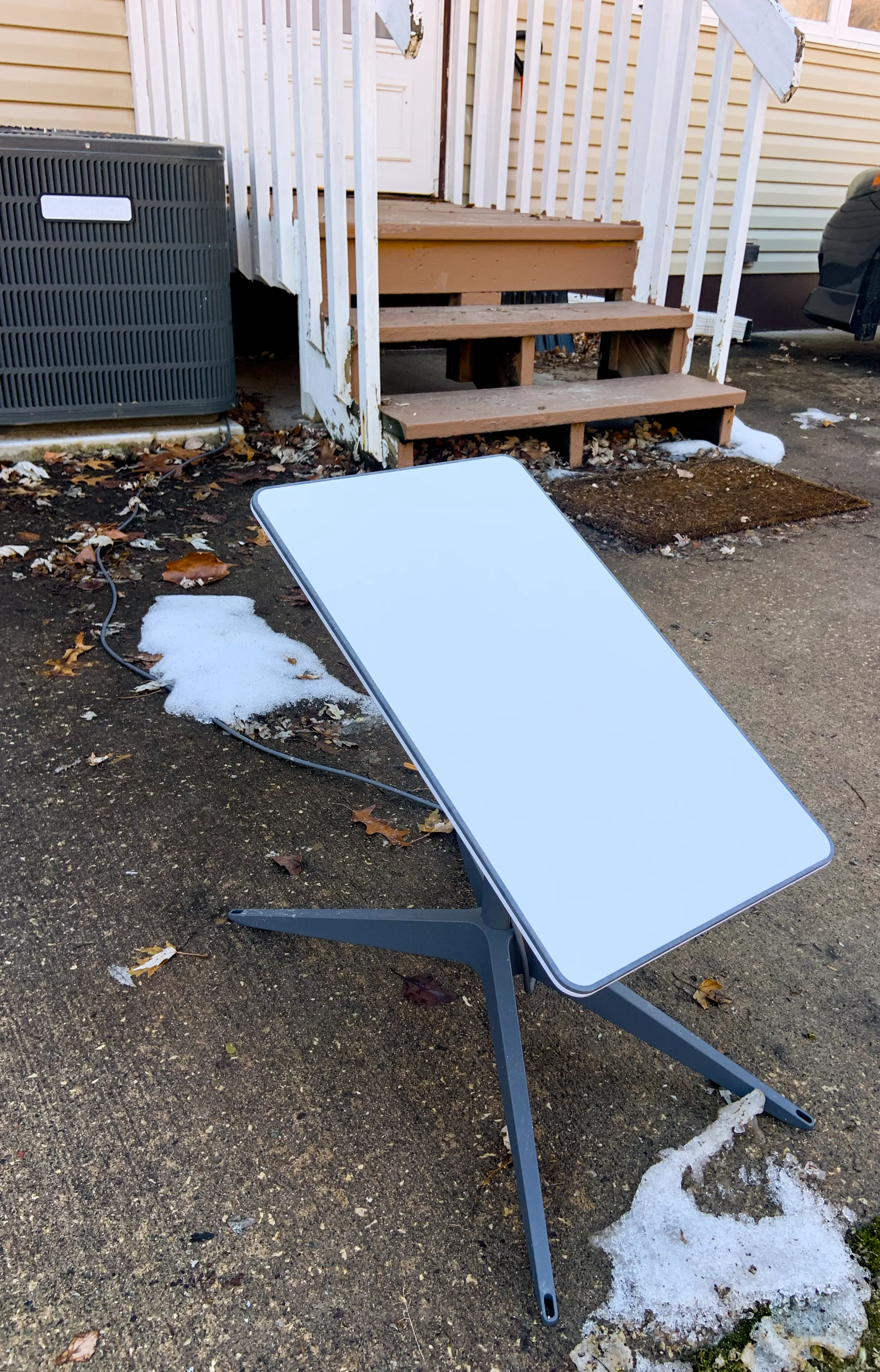
Une antenne Starlink standard motorisée.

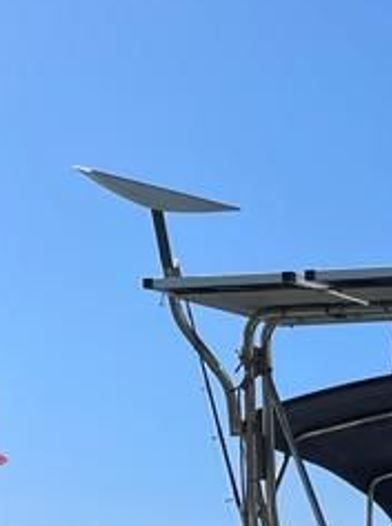
Une antenne Starlink sur un voilier.

Pour qu'une communication puisse s'établir entre le terminal utilisateur et le satellite, celui-ci doit se trouver à environ 50° au-dessus de l'horizon. En conséquence, en faisant abstraction du relief, un satellite est visible dans un rayon de 800 km par un terminal utilisateur.
L'offre standard de Starlink prévoit un débit en téléchargement (en fonctionnement normal) compris entre 50 et 150 mégabits par seconde avec un temps de latence de 20 millisecondes contre 600 ms pour les liaisons Internet par satellite existantes et 10 ms pour les liaisons fournies par les meilleurs fournisseurs Internet utilisant un réseau terrestre. Starlink commercialise une offre premium (abonnement cinq fois plus coûteux) qui fournit un débit de 500 Mb/s.
Starlink commercialise également une offre pour les véhicules récréatifs ainsi que pour les bateaux, qui est très populaire auprès des marins et appréciée durant les longues traversées. La bande passante est similaire à celle observée à terre, même si l'établissement d'une connexion peut prendre jusque 30 minutes.
Elon Musk a annoncé le début de tests de connectivité directe entre téléphones et les satellites Starlink, qui commenceront le 27 janvier 2025. Les tests se font avec la version iOS 18.3 pour iPhone et une version indéterminée pour Samsung. Le fournisseur T-Mobile a offert à ses utilisateurs de participer au test

### Établissements de SpaceX
La fabrication des satellites Starlink est réalisée dans un établissement de SpaceX situé à Redmond, Washington. Celui-ci abrite les activités de recherche, de développement, de fabrication et de contrôle en orbite pour le projet Internet par satellite.

## Enjeux internationaux

### Objectifs commerciaux et modèle économique
La viabilité économique de Starlink dépend de nombreux facteurs dont le coût de fabrication des satellites, celui des terminaux utilisateurs, le coût de lancement en orbite, la concurrence des fournisseurs d'accès utilisant des réseaux terrestres et les performances effectives du système. Elon Musk tablait en 2020 sur 40 millions d'abonnés vers 2025 et un coût de développement et de mise en place évalué à 10 milliards de dollars américains. Ce volume de clients générera selon Musk un chiffre d'affaires dix fois supérieur à l'activité des lanceurs de SpaceX, soit 30 milliards de dollars (750 dollars par abonné et par an). Musk compte sur cette manne pour financer ses projets de colonisation de la planète Mars,. Le magazine Forbes estime le nombre d'abonnés à moins de quinze millions, procurant à l'entreprise environ dix milliards de dollars de chiffre d'affaires d'ici 2025. Selon Tim Farrar (consultant en communication par satellite et chercheur ayant travaillé sur le projet Teledesic (en)), le modèle économique de Starlink est discutable dans le contexte où la 5G devient disponible, que les opérateurs des marchés mal desservis investissent massivement dans les réseaux cellulaires terrestres et que, selon les projections de Cisco, le prix de détail des connexions à large bande existantes doit descendre sous 0,10 dollar par gigaoctet,. Par ailleurs, alors qu'en 2015 SpaceX annonce que le prix d'un terminal Starlink sera entre 100 et 300 dollars, Farrar estime qu'il coûtera plutôt au moins 1 000 dollars,.
Le tarif mensuel de l'abonnement standard en France (similaire au coût aux États-Unis) en juin 2022 est de 50 euros par mois, auxquels il faut ajouter environ 300 euros pour l'acquisition du terminal de l'utilisateur. En août 2023, le tarif mensuel passe à 40 euros par mois en France, concurrençant ainsi plusieurs offres d'opérateurs « traditionnels » sur le territoire. Le tarif d'acquisition du terminal de l'utilisateur est en revanche augmenté, passant à 450 euros. Pour ce tarif, le débit annoncé est de 50 à 150 mégabits par seconde. Le client peut bénéficier d'un débit plus important en réglant un abonnement cinq fois plus élevé.

### Enjeux stratégiques
Consciente de l'importance stratégique que constitue le réseau Starlink, la Chine s'intéresse de près à ce système, dans un objectif de surveillance et possiblement de destruction des satellites le composant. Starlink est en effet utilisé par l'armée américaine pour augmenter la vitesse de transmission des données dans l'armée de l'air ainsi que pour le contrôle des drones. Par ses 2 000 satellites en orbite basse en 2022, Starlink représente un important potentiel militaire,.

### Alternative européenne
Fin 2024, l'Union européenne devrait débuter le lancement d'Iris2, une constellation calquée sur le modèle de Starlink. En mai 2024, l'Allemagne montre des réticences à ce projet, qu'elle considère trop favorable à la France,.

## Controverses
En multipliant le nombre d'objets en orbite, les projets de mégaconstellations de fournisseurs d'Internet par satellite soulèvent des inquiétudes et critiques à travers le monde. D'une petite dizaine de milliers en 2020, ces objets seraient en effet plusieurs dizaines de milliers à terme,,,. Le déploiement d'une constellation de satellites géante en orbite basse présente trois problèmes : 
- le nombre de satellites en orbite basse va être décuplé par la seule présence des satellites Starlink (en configuration cible à 40 000 satellites). Le risque de collision entre satellites augmentera dans des proportions très importantes ;
- du fait du nombre élevé de satellites, les observations astronomiques par les grands observatoires terrestres sont gênées, en particulier les programmes de recensement et de suivi des objets célestes ;
- la constellation monopolise à l'échelle planétaire des plages de fréquence importantes qui constituent désormais une ressource très disputée.

### Débris spatiaux

Déclin d'orbite du satellite Starlink-26.

La multiplication des satellites lancés fait craindre la multiplication de fait du nombre potentiel des débris spatiaux susceptibles d'être générés par ce type de projet. En effet, au risque de collision des satellites en fonctionnement s'ajoute celui de pannes, qui rendraient incontrôlables les satellites, risque d'autant plus élevé qu'ils sont nombreux. Dans le pire des cas, un syndrome de Kessler rendrait les orbites basses totalement impraticables.
En réponse aux inquiétudes suscitées par le projet, SpaceX a déclaré qu'une grande partie des satellites seraient placés en orbite basse autour de 550 km d'altitude, contre 1 150 km prévus à l'origine, afin de réduire la latence de communication. Cette basse altitude permet une désorbitation naturelle des satellites en cinq ans en l'absence de propulsion.
En septembre 2019, l'Agence spatiale européenne ordonne à l'un de ses satellites, ADM-Aeolus, d'effectuer une manœuvre afin d'éviter une collision potentielle avec Starlink 44. Ce dernier, mis en orbite quelques mois plus tôt à 550 kilomètres d'altitude, est ensuite utilisé pour tester des manœuvres de désorbitation. Starlink le place sur une orbite plus basse, en dessous de 350 km, ce qui le rapproche dangereusement du satellite d'observation de l'Agence spatiale européenne ; les risques de collision étant estimées à un pour mille, une probabilité dépassant le seuil d'alerte de l'agence.
En juillet et octobre 2021, la station spatiale chinoise doit effectuer des manœuvres pour éviter de possibles collisions avec un satellite Starlink. La Chine porte plainte au bureau des affaires spatiales des Nations unies.

### Pollution lumineuse du ciel nocturne

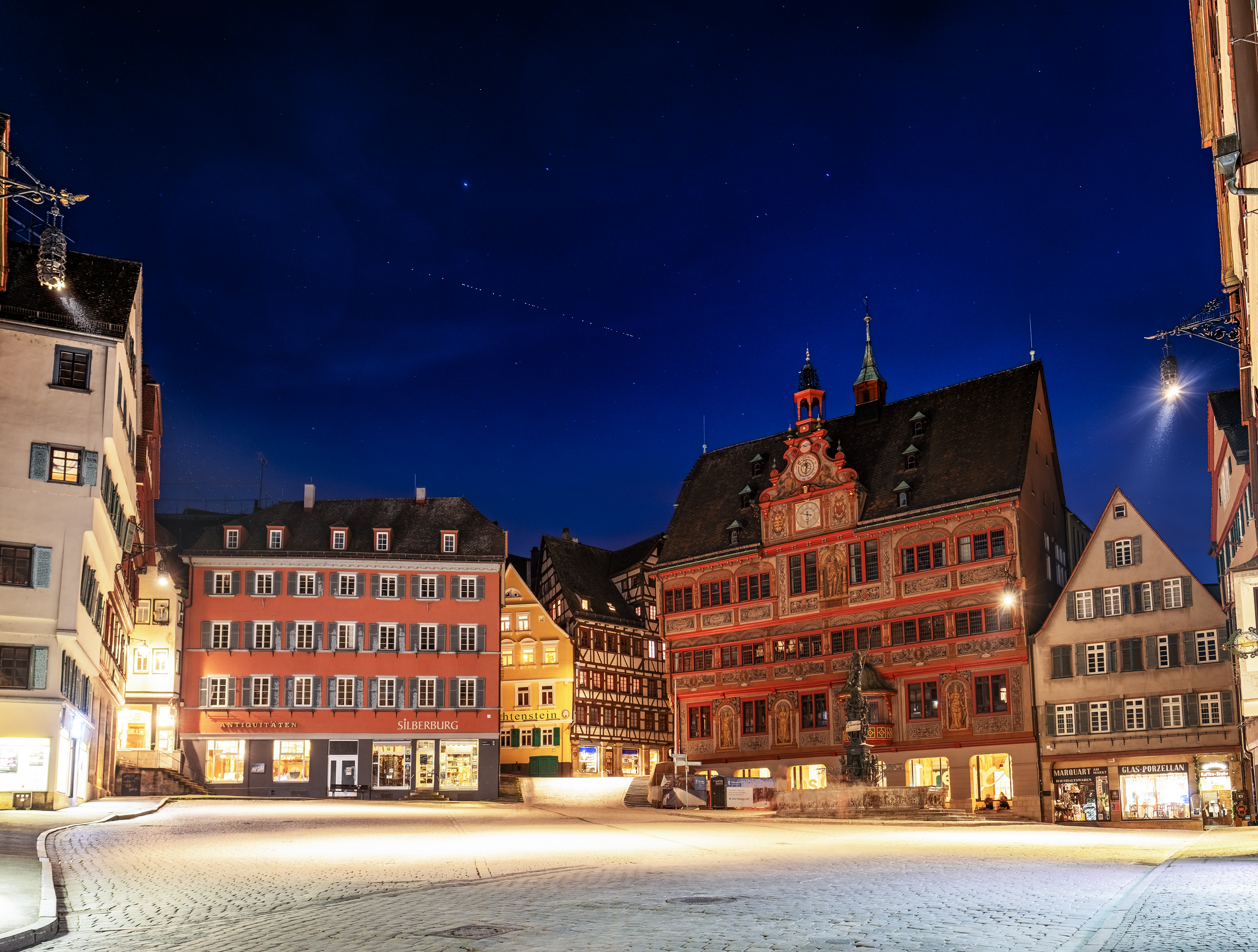
Passage d'une série de satellites Starlink à Tübingen (Allemagne).

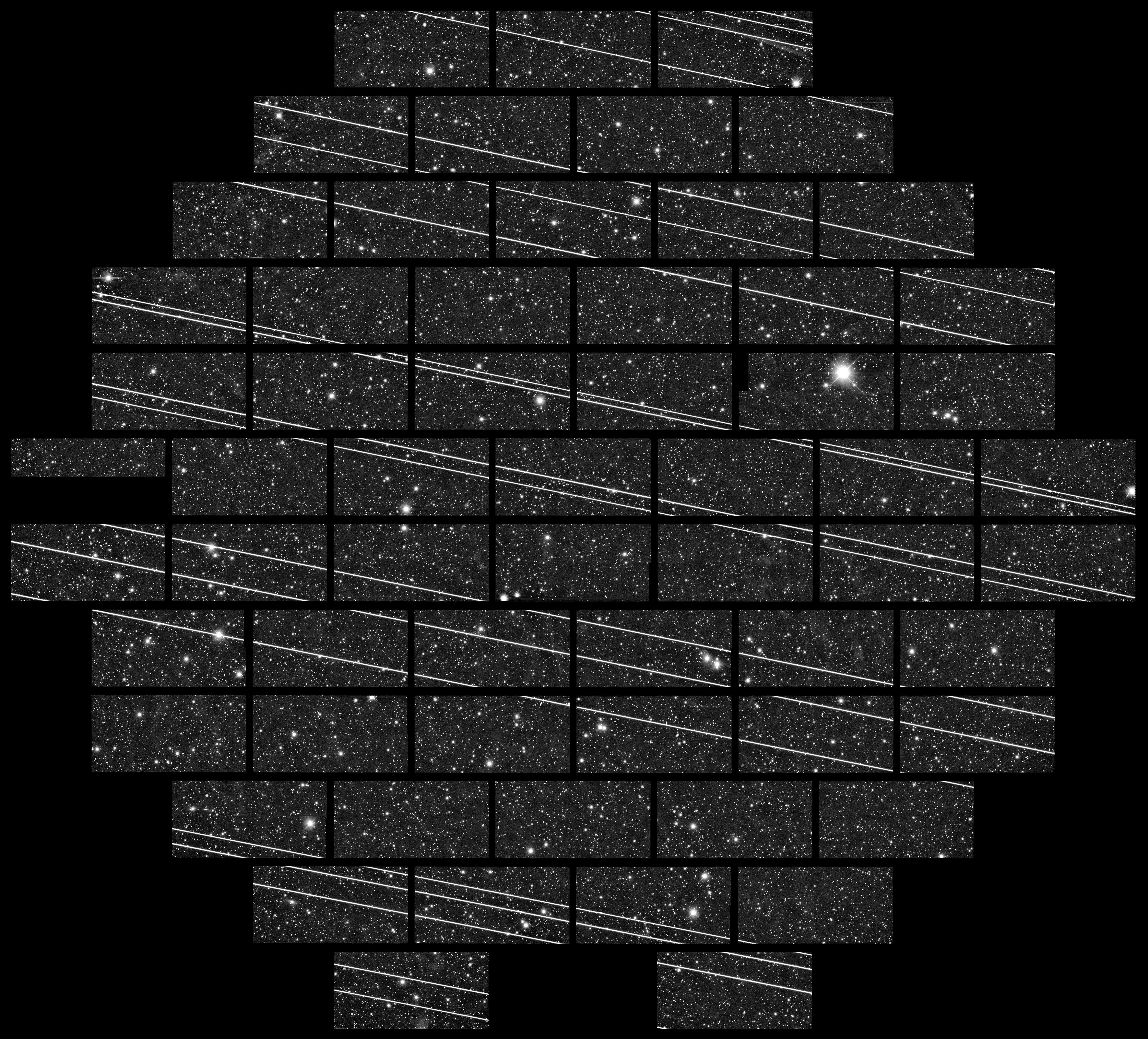
Pollution du signal d'une image du CTIO par le passage des trains de satellites starlink (333 secondes d'exposition).

Cette multitude de satellites rejoint l'ensemble des projets en cours de déploiement (12 000 satellites voire 42 000 pour Starlink,, 3 250 pour Kuiper d'Amazon, 650 à 2 000 pour OneWeb,, etc.), qui pose le problème de la pollution lumineuse spatiale du ciel nocturne. Celle-ci s'ajoute à la pollution lumineuse terrestre (issue de l'éclairage à la surface). De fait, 110 satellites devraient être visibles à l'œil nu à tout instant, atteignant une magnitude de 5. Des centaines de flashs lumineux par nuit sont également attendus, une centaine atteignant la magnitude de Vénus ou de la Station spatiale internationale. Cette pollution perturbe le travail des astronomes, professionnels et amateurs, ainsi que des photographes de paysages de nuit qui devront filtrer ces sources indésirables de lumière. Elle menace aussi de détruire les optiques sensibles des télescopes à large champ de vue, tel l'observatoire Vera-C.-Rubin.
Ainsi, le 20 novembre 2019, le télescope Blanco du CTIO enregistre une forte perturbation de son signal avec l'impression de 19 lignes blanches sur l'image captée (photo ci-contre). Cette surexposition correspond au passage des trains de satellites Starlink lancés la semaine précédente et rend impossible l'observation de l'espace profond.
En réponse à ces préoccupations, SpaceX a dans un premier temps développé une version des satellites équipée d'un « pare-soleil déployé en orbite » visant à réduire la « réflexion solaire sur les corps des satellites ». Le dispositif « est en fait une mousse sombre spéciale qui est en grande partie transparente aux ondes radio, afin de ne pas affecter les antennes à réseaux phasés ». Deux satellites emportant cet équipement et baptisés VisorSat sont lancés en juin 2020, pour permettre leur évaluation par les astronomes. Une solution testée quelques mois plus tôt n'avait pas convaincu : la luminosité des satellites « DarkSat » restait quatre milliards de fois supérieure à la sensibilité des instruments de mesure des astronomes.

### Documents de référence
- (en) Osoro B. Ogutu et Edward J. Oughton, « A Techno-Economic Cost Framework for Satellite Networks Applied to Low Earth Orbit Constellations: Assessing Starlink, OneWeb and Kuiper », IEEE Access, IEEE, vol. 9,‎ 13 octobre 2021, p. 141611 - 141625 (DOI 10.1109/ACCESS.2021.3119634, lire en ligne)Évaluation de la capacité et du modèle économique des constellations des satellites Starlink, OneWeb et Kuiper.